# Гехаркуник
40° 25′ N 45° 12′ E / 40.417° С; 45.200° И
Гехаркуник (јерм. Գեղարքունիք) је једна од 11 административних јединица (односно један од 10 марзева) у Републици Јерменији. Обухвата источни део Јерменије, подручје Севанске котлине на крајњем источном делу Јерменске висоравни.
Смештен је између марзева Тавуш на северу, Вајоц Џор на југу, Котајк на западу и Арарат на југозападу. На истоку се граничи са Азербејџаном. Гехаркунику де јуре припада и ексклава Арцвашен, окружена територијом Азербејџана. Ексклава је од рата у Нагорно-Карабаху под управом Азербејџана.
Са површином од 5.348 км² или 18% укупне површине државе, највећа је административна јединица Јерменије. Нешто мање од четвртине укупне површине је акваторија језера Севан (1.278 км²). У марзу је 2010. живело око 242.000 становника.
Административни центар је град Гавар, а градски центри су још и Севан, Чамбарак, Варденис и Мартуни. Највиша тачка је врх Аждахак на Гегамским планинама са надморском висином од 3.597 метара, док је најнижи део у долини реке Гетик (на 1.325 метара).
Према легенди провинција је име добила према древном јерменском јунаку Гегаму, који је био потомак праоца свих Јермена Хајка.

## Географија
Гехаркуник обухвата крајњи источни део Јерменске висоравни и западне обронке Малог Кавказа. У централном делу марза налази се Севанска котлина која је са свих страна окружена високим планинама, а у чијем централном делу је смештено језеро Севан. Котлина је са запада ограничена Гегамским планинама, на југу су Вардени, југоистоку Источносеванске планине, на истоку су Севанске планине, а на североистоку је планина Арегуни.
Просечна надморска висина провинције је преко 2.000 метара. Највиши врх Аждахак (3.527 м) налази се на Гегамским планинама, док је најмања надморска висина у долини реке Гетик (1.325 м).
Севан је највећа водена површина не само у овом марзу него и на целом Кавказу и заузима око четвртине површине провинције. Поред Севана постоје и бројна мања планинска језера у кратерима угашених вулкана, као што је Акналич на 3.030 метара надморске висине. Најдуже реке су Гетик (58 км), Гаварагет (47 км) и Масрик (45 км).
Гехаркуник се одликује умереном високопланинском климом, са хладним и снежним зимама, те топлим и сунчаним летима. Акваторија Севана умногоме ублажава зимске мразеве, односно летње врућине. Количина падавина се креће од око 1.000 мм на годишњем нивоу на планинским подручјима до 450 мм на обалама Севана.
Подручје од око 1.501 км² на и око језера Севан налази се у границама Севанског националног парка.

## Демографија
Према подацима статистичке службе Јерменије (АРМСТАТ) у 2010. години у Гехаркунику је живела 241.600 становника или око 7,5% целокупне популације Јерменије, у просеку 45,17 ст/км². Већина становника, или око 68% насељена је по селима, док остатак живи у градовима. Према резултатима пописа из 2001. на територији марза је живело око 215.000 становника.
Марз је подељен на пет области које гравитирају ка пет градских центара, и на 87 руралних заједница (хамајкнер).
Административни центар марза је град Гавар, а статус града имају још и Севан, Чамбарак, Варденис и Мартуни.

## Галерија
- Гехаркуник
- Манастир Севанаванк, IX век
- Манастир Ајраванк, IX век
- Археолошки локалитет Норатус, X век
- Севанско полуострво
- Река Гетик